# イクティオトリンガ
イクティオトリンガ（学名：Ichthyotringa）は後期白亜紀の海に生息していたヒメ目の魚。甲殻類や軟体動物を捕らえるのに都合が良い長い吻を持つ。

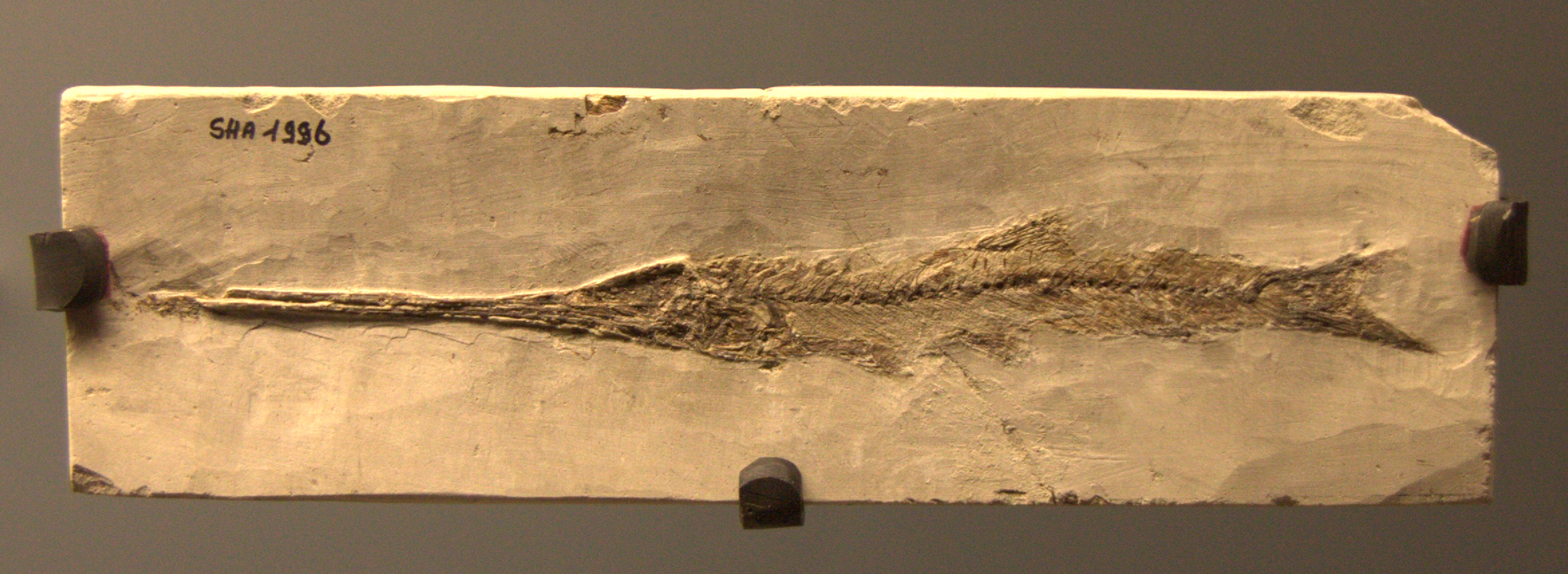
化石